# Bandera de Valònia
La bandera de Valònia, col·loquialment anomenada "coq hardi" o "coq wallon", és l'emblema de la Regió de Valònia i la de la Comunitat Francesa de Bèlgica. El 15 de juliol de 1998, la bandera fou reconeguda oficialment com a símbol de la regió de Valònia pel parlament i el 3 de juliol de 1991, la Comunitat francesa va adoptar-la com al seu símbol, confirmant un decret del 20 de juliol de 1975 de l'antiga Comunitat Cultural Francesa de Bèlgica.
La bandera mostra un gall de gules dempeus i amb una pota aixecada sobre un camp d'or. Els colors provenen de la bandera de la ciutat de Lieja. La ràtio és 2:3. L'emblema oficial del Parlament de Valònia es va inspirar en la pintura «Le coq hardi» del pintor expressionista Pierre Paulus (1881-1959) de 1913, el qual va ser triat com l'emblema oficial de la regió de Valònia pel decret de 23 de juliol de 1998.

## Història
Abans d'adoptar-se la bandera actual, els valons utilitzaven la bandera francesa. El gall sorgeix de la inspiració a partir d'una pintura de Pierre Paulus de 1913, actualment exposada al museu de la Vida valona. També s'utilitzava sovint la imatge d'un gall sobre la tricolor francesa, aquest disseny va sobreviure com a bandera del reunionisme.
El 1991 la Comunitat francesa va adoptar per decret la bandera valona com a símbol, i el 15 de juliol de 1998 fou reconeguda oficialment com a bandera de la regió.

Principat de Lieja (980-1795)
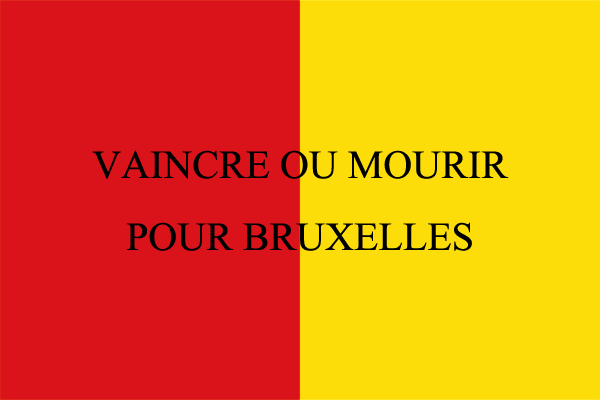
Voluntaris revolucionaris de Lieja, liderats per Charles Rogier, durant la Revolució belga.
Bandera de Valònia (1998)